# Romulánok
A romulánok egy értelmes humanoid faj a Star Trek univerzumban. A vulkániakhoz hasonlítanak, mivel azok rokonai, de velük ellentétben a romulánok nem tagadták meg az érzelmeket és pont emiatt vándoroltak ki a Vulkánról földi idő szerint valamikor a 4. században. A romulánok militarista, hódító hajlamú faj, akik felettébb hisznek saját és birodalmuk vélt felsőbbrendűségében, ugyanakkor egymást is könnyedén elárulják egyéni opportunista érdekek miatt, amit az is jelez, hogy már számtalan kormány távozott puccsal a hatalomból, és ha úgy adódik a merényletektől sem riadnak vissza. Akik ismerik, a romulánokat alattomosnak és megbízhatatlannak tartják, ugyanis kémeik és ügynökeik előszeretettel szivárognak be a meghódítandó világok vezetésébe, hogy destabilizálják azt a katonai erő bevetése előtt.

## Történelem
A romulánokkal először a földi NX osztályú Enterprise csillaghajó vette fel a kapcsolatot, 2152-ben, amikor egy romulán álcázott akna tapadt a hajóra, majd a nem sokkal később megjelenő romulán járőrhajók felszólították Johnathan Archer kapitányt és legénységét, hogy haladéktalanul hagyják el a Romulán Csillagbirodalom területét. Ez a kapcsolatfelvétel csupán audió-kommunikáción keresztül történt, sem a legénységnek, sem a Csillagflottának nem volt tudomása arról, hogy pontosan miféle lények is a romulánok. Az incidens ellenére a Föld nagy ütemben folytatta a már felfedezett űr benépesítését, ám tudtuk nélkül olyan kolóniákat is létrehoztak, melyek a romulánok területén belül voltak. Válaszul a romulánok 2160-ban szabályos hadjáratot indítottak a földiek ellen, gyakorlatilag visszakergetve azokat a Naprendszerbe. A háborút végül a vadonatúj földi csatahajók (Daedalus osztály), és a közbelépő vulkániak döntötték el, létrehozva a Föld (Föderáció)-Romulán Semleges zónát, 2161-ben.
A romulán birodalom ezután igen gyanakvóan viselkedett a békeegyezmény hatására létrejött új nagyhatalommal, és különféleképpen igyekezett információkat szerezni róla. 2266-ban egy álcázott romulán hajó hatolt be a föderációs űrbe, és megsemmisített több bázist is, hogy tesztelje a Föderáció védelmi képességeit. A hajót a Constitution osztályú, USS Enterprise csillaghajó állította meg. Ekkor derült fény a romulánok valódi kilétére és a vulkániakkal való rokonságukra.
Eközben kisebb összeütközésekbe kerültek a szintén militarista és royalista jellegű, de a romulánokénál kevésbé alattomos természetű Klingon Birodalommal, amely ekkor háborúban állt a Föderációval. Miután azonban a romulánok támadása a Föderáció ellen vereséggel zárult, szövetkeztek a klingonokkal. A szövetség a két nép teljesen eltérő tulajdonságai (az erőszakos, de nyílt és fegyvereik erejében bízó klingonok és a rejtőzködő és alattomos természetű, taktikázó romulánok) miatt nem volt tartós. A romulánok megosztották a hadi sikerek érdekében a klingonokkal az álcázópajzs-technológiát, akik cserébe a D7-es osztályú csatahajóik terveit adták a romulánoknak. A klingonok, mivel törzsi alapra szerveződött és klánharcok által gyengített császárságuk nem bizonyult elég stabilnak egy erős birodalom elleni tartós külháborúhoz, valamint egy kozmikus katasztrófa is meggyengítette őket, végül ejtették szövetségeseiket és a Föderáció elleni harcot, és szövetséget kötöttek satnyának tartott ellenségeikkel, akik segítettek nekik a katasztrófa kárainak enyhítésében.
A klingon-romulán szövetség felbomlása után a romulán titkosszolgálat több zseniális akcióval igyekezett a Klingon Birodalom belpolitikai csatározásait kihasználni, hogy a Romulán Csillagbirodalom irányítása alá vonja a klingon népet, és szétbomlassza szövetségüket a Föderációval. De a Föderáció elleni ellenszenvüket továbbra sem titkolták, és nyílt támadásokat is intéztek különböző telepeik ellen. E kalandozások azonban ismeretlen okból több mint 50 évre véget értek, egészen addig, amíg a Föderációs zászlóshajó, a Jean-Luc Picard vezette USS Enterprise-D egy szerencsétlenül sikerült akciója rá nem szabadította az Alfa-kvadránsra a Delta-kvadráns iszonyatosan erős, könyörtelen és agresszív szuperhatalmát, a Borgot, amelynek egyetlen hajója elpusztított egy teljes Föderációs űrflottát, és kis híján uralma alá vonta a Földet; de előzőleg romulán telepeket is megsemmisített.
A Borg veszély ideiglenes elhárítása után a Romulán Csillagbirodalom belátta, hogy a Föderáció meg a klingonok – legalábbis, míg céljaik egyek – hasznosabbak szövetségesnek, mint ellenségnek, és kisebb-nagyobb ingadozások után végül újra együtt vették fel a harcot a másik szuperhatalom, a kardassziaiakkal és a breenekkel szövetkezett Domínium ellen, egy felderítő akció során még egy romulán technikust és a féltett álcázópajzs-technológiát is kölcsönadták a Föderáció felderítőhajója, a Sisko kapitány vezette Defiant legénységének. A felszínen sokáig igyekeztek azonban a semlegesség látszatát kelteni, és terveik közt bizonyára szerepelt, hogy, miután a Dominium és a Föderáció felőrli egymást az öldöklő harcban, a Romulán Birodalom átveszi a vezető szerepet mindkét kvadránsban. Végül azonban nyíltan csatlakoztak a Föderációhoz és a Klingon Birodalomhoz, miután egyes támaszpontjaik rejtélyes robbantásos merényletek áldozatául estek (a romulánok ezúttal nem gyanúsították a Föderációt, eltérően attól, amikor a Borg betörés okozott nekik károkat, nem lehetetlen azonban, hogy a kardassziai titkosszolgálat mellett a Föderáció titkosszolgálata, az ún. "31-es szekció" is érintett volt az ügyben).
A háború egyik legnevezetesebb romulán akciója a Tal'Shiar és a kardassziai titkosszolgálat (az Obszidián Rend) közös akciója volt a Dominium anyabolygója ellen. A két szolgálat minden erejét összeszedte, hogy titokban egy hatalmas és ultramodern hajóflottát építsen, mellyel megsemmisítheti a Domínium anyabolygóját, azonban az akció katasztrofális vereséggel és szinte teljes megsemmisüléssel zárult, és a végén kiderült: maga a Domínium szervezte meg, melynek ügynökei már rég beépültek a nagyobb Alfa-kvadránsbeli birodalmak vezetésébe. Ennek hatására a meggyengült Romulán Csillagbirodalom kénytelen volt átadni a kezdeményezést a klingon-ember-vulkán szövetségnek, illetve a Domíniumnak, a Kardassziai Birodalom pedig a Domínium uralma alá került. A gigantikus és sok milliárd lény életét követelő űrháborút végül – sokkal inkább Sisko kapitány szubtérlakó idegenekkel, a Prófétákkal való misztikus kapcsolatainak, mint a szövetség katonai erejének köszönhetően – a romulánok, föderációsok és klingonok megnyerték, és a Domínium úgy döntött, nem terjeszkedik az Alfa-kvadráns irányába.

### Eredet
A Romulán Csillagbirodalom története a Vulkán bolygón kezdődött, amely csak nagy nehezen tudott ellent állni egy Orion-rendszerből jött kalóznép masszív támadásának. A kalózok támadásait végül egy úgynevezett "Pszichokinetikus rezonátor", vagy mitológikus nevén: "Gol köve" nevű fegyverrel sikerült visszaverni. Azonban a győzelem után Surak, a vulkáni pacifista, logikára épülő gondolkodásmód kidolgozójának legjobb tanítványa S'Task, úgy vélte, hogy Surak tanításai nem állják meg a helyüket. A vulkánon szerveződött ellenállás vezetői felismerték, hogy egy újabb polgárháború ezúttal kiirtaná a vulkáni népet, ezért kivándoroltak két ikerbolygóra, ahol telepet alapítottak, ezt a szakadást nevezik Rihannsu-nak (a Föderáció által ezen ikerbolygókat később Romulusnak és Remusnak keresztelték el a római mitológiai neves testvérpárja nyomán, a Romulus bolygó nevéből képezték a "romulán" népnevet, a bolygó romulán neve Ch'Rihan, a Remusé pedig Ch'Havran, amelyek a romulán Nap, az Eisn körül keringnek).
A rihannsuk egyes csoportjai háborúzni kezdtek a területért, így S'Task kivándorlóinak közel a fele meghalt a letelepülést követő tíz évben. A krízis legsötétebb időszakában kiemelkedett az első romulán konzul, aki összefogta az egyes klánokat, s megalapozta azt az államszerveződést, mely később a Romulán Csillagbirodalom lett.

### Kapcsolatfelvétel a Földdel
2152-ben az NX-01 kódjelű Enterprise csillaghajó egy életre alkalmas bolygót vizsgálva egy álcázott romulán űr-aknamezőbe keveredett. Az aknamezőt egy kis hajó vigyázta, akik audio kapcsolaton keresztül távozásra szólították föl a földi hajót. Később a romulánok egy telepatikus távvezérlésű hajót küldtek, hogy megszakítsa a béketárgyalásokat az andoriai és a tellarita népek között. Hála az Enterprise beavatkozásának, a romulánok terve kudarcot vallott.

### Háború a Földdel
2156-ban földi csillaghajók érkeztek a számukra ismeretlen Ch'Rihan és Ch'Havran bolygókhoz, melyeket Romulusnak és Remusnak neveztek el, nem tudván a Rihannsuk ottlétéről. A romulánok a hajók érkezését ellenséges szándéknak vélték és háborút indítottak. Az Egyesült Föld Csillagflotta nem rendelkezett elegendő számú csillaghajóval, így olcsó, nukleáris meghajtású, tömeggyártott hajókat kezdtek építeni, ezek voltak a Daedalus-osztály hajói. A romulánok kezdeti sikerei után a Föld hamar magára talált és a Cheron bolygónál vívott csatában megsemmisítő vereséget mértek a Rihannsukra. A fegyverszünetet szubtéri rádión, csak audio sávon keresztül bonyolították, így még közel egy évszázadnak kellett eltelnie, míg az emberek megtudták, hogyan is néz ki egy romulán.

### Kirk kapitány idején
Csillagidő 1709.21 idején egy álcázott romulán ragadozómadár átlépte a Semleges Zónát és elpusztított néhány Föderációs űrállomást. A Csillagflotta a Kirk kapitány parancsnoksága alatt álló USS Enterprise-t küldte a helyszínre. A csillaghajó legénysége vizuális kapcsolatot teremtett a romulán hajóval, s a történelemben először látta egymást szemtől szemben földi ember és romulán. Később a romulánok szövetkeztek a Klingonokkal és az álcázó technológiájukért cserébe fejlettebb Klingon D-7-es csillaghajókat kaptak.

### Az Új Nemzedék idején
Közel százévnyi izoláció után négy D'deridex osztályú "csatamadár" csillaghajó lépett a Föderációs űrbe, csillagidő 41986.0 idején. Mint kiderült, az elmúlt évtizedekben belső háború dúlt a Ch'Rihanon, s ezek elsimítása után a Romulán Csillagbirodalom ismét terjeszkedni kezdett. Tebok romulán parancsnok a 'Most visszatértünk' szavakat intézte Jean-Luc Picard kapitányhoz. Picard hajója, az Enterprise-D többször került szembe D'deridexekkel, néha egymagában, néha segítséggel. Időközben Spock nagykövet a Ch'Rhianra utazott, hogy a Romulánokat, távoli testvéreit meggyőzze a békés együttlétről. A Romulánok megpróbáltak előnyt kovácsolni a Klingon polgárháborúból is, illetve résztvevői voltak a Dominium ellen vívott elkeseredett háborúnak.

### A Remán puccs
Még dúlt a Dominium ellen vívott háború, mikor a Ch'Havranon élő emberi klón, Shinzon szervezkedni kezdett. Céljául tűzte ki, hogy megszabadítja remán barátait a rabszolgasorsból, s egy titkos bázison megépítette óriási fegyverhajóját, a Scimitart. Kidolgozta az élő szövetet roncsoló Thalaron sugárvetőt, s ezzel kiirtotta a teljes Romulán Szenátust. Ezután praetorrá nevezte ki magát. Céljai között szerepelt Jean-Luc Picard kapitány foglyul ejtése, hogy annak véréből merítsen új életet, mivel klónozott teste súlyos beteg volt. A Scimitar összecsapott az Enterprise-E-vel, az Enterprise-t Romulán Norexan osztályú hadihajók segítették. A csata Shinzon bukásával zárult, a Romulán Szenátus pedig újragondolta eszméit és békésen nyitott a Föderáció irányába.

### A Romulus pusztulása
Nem sokkal később, a 2380-as években a Romulus napja szupernóvává vált, ezzel megsemmisítve a Romulán Birodalom központját, összeroppantva azt, mint galaktikus nagyhatalmat. Jean-Luc Picard admirális kiharcolta, hogy a Föderáció nyújtson segítséget a romulánoknak és lehetőleg minél több személyt evakuáljanak a pusztulásra ítélt csillagrendszerből, mielőtt bekövetkezik a katasztrófa. A Föderáció intelligens android-munkások segítségével kívánt elegendő hajót építeni az evakuációhoz, 2385-ben azonban a Mars bolygó körül keringő Utopia Planitia űrhajó-gyárat megsemmisítette egy csoport meghibásodott és gazdái ellen fellázadt android, ezért a projektet leállították, a Föderáció pedig betiltotta a mesterséges életformákat. Válaszként Picard admirális lemondott minden, a Csillagflottánál betöltött pozíciójáról és nyugdíjba vonult, a következő 14 évben remeteként élt franciaországi birtokán.

## Technológia
A Romulánok fejlett faj, évszázadokkal az emberek előtt rendelkeztek már csillagközi hajtóművekkel. Archer kapitány idejére telepatikusan távirányított hajóflottát terveztek (noha a kísérlet megbukott és a projektet leállították), illetve már rendelkeztek egy fénytörési elven működő álcázó berendezéssel. Évszázadokkal később a D'deridex osztályú csatahajók az ismert világ talán legnagyobb csillaghajói, meghajtórendszerük alapja egy mesterségesen generált fekete lyuk.

## Társadalom és közigazgatás
Külsőleg a vulkániakhoz hasonlóan hegyes fülű-szemöldökű humanoidok, de bőrük sötétebb, szemöldökcsontjuk általában jóval megnyúltabb erősebben kiugrik, mind testvéreiké, és erősebb fizikumúak, viszont telepatikus képességeik fejletlenek. Civilizációjukra jellemző mind az erőszakos, mind a titokban végzett – imperialista jellegű – terjeszkedő tevékenység, technikájuk fejlett, a klingonokhoz hasonlóan űrhajóik képesek lopakodó üzemmódra (álcázópajzs-technológia, mellyel a Föderáció nem rendelkezik). Titkosszolgálatuk, a Tal'Shiar az Alfa-kvadráns egyik (romulánok által is) legrettegettebb katonai és hírszerzési ügynöksége, azonkívül afféle "állam az államban" a Birodalmon belül.
A romulán civilizáció paranoid módon idegengyűlölő: erősen bizalmatlan az idegen népek iránt, ellenséget vagy versenytársat lát bennük, akik a Birodalom biztonságára és titkaira törnek. A romulánok nagyon agresszívan védik területeiket mind a katonai, mind a civil látogatókkal szemben, ritka, hogy beengednek valakit. Ennek némi magyarázatát adja a romulán exodus (a vulkánról való kivándorlás) rendkívül véres története, valamint az is, hogy területeik számos agresszív faj területeihez közel esnek: a Romulán Birodalom és maga a Romulus igen közel fekszik mind a klingonokhoz, és határos a kardassziaiak területével is, de számos, az alfa kvadránsba vezető hóditó hadjárat (így a Domíniumé vagy a Borgé) útja is részben vagy egészben keresztülvezet a romulánok telepein.
Egyénileg ugyanakkor a romulánok többnyire intelligensek és civilizáltak, számos értékkel (pl. humor, műveltség).
A Romulán Csillagbirodalom közigazgatása és társadalma leginkább az ókori Római Birodalom állapotait tükrözi. Vezető szerve a Szenátus, melynek élén a Praetor áll.
A férfiak és nők között nincs társadalmi különbség, egyaránt pályázhatnak tisztségekre és hivatalokra. Q szerint egyszer egy császárnő uralkodott a Rihannsuk fölött.

## Szervezetek

### Tal Shiar
A Tal Shiar a Romulán Csillagbirodalom rettegett titkosszolgálata. Egyfajta birodalom a birodalmon belül, a katonai és polgári vezetők egyaránt rettegnek attól, nehogy magukra haragítsák a szervezet funkcionáriusait vagy bizalmatlanságot keltsenek maguk iránt, mert az ilyen vezető hamar a Szolgálat egy munkatáborában találja magát, vagy egyszerűen csak eltűnik. A Tal Shiar politikailag független a mindenkori romulán szenátustól, csak a kormánynak tartozik felelősséggel. Az ultrakonzervatív beállítottságú szervezet magát a Romulán Csillagbirodalom állandósága legfőbb őrének tartja, minden társadalmi változást ellenez, saját hatalmát féltékenyen és eszközökben nem válogatva őrzi.
A romulán katonai csillaghajókon általában van egy hivatalos Tal Shiar funkcionárius megfigyelőként, hasonlóan a szovjet komisszárokhoz, de a szervezetnek saját flottája és hadereje is van. A titkosszolgálat befolyása és a reguláris katonaságtól való függetlensége miatt alapvető, bizalmatlansággal teli ellentét feszül a katonaság és a titkosszolgálat között.
A Tal Shiar egyébként igen nagy érvágást szenvedett el a Domíniumtól, miután a kardassziai Obszidián Renddel szövetkezve megtámadták a Domínium alapítóinak anyabolygóját (közvetlenül a Föderáció és a Domínium háborújának kitörése előtt), azonban teljes vereséget szenvedtek.